# Bobby Zachariae
Bobby Zachariae (født 13. maj 1955 i København) er er dansk psykolog, forsker, faglitterær forfatter og foredragsholder. Han er uddannet cand.psych., dr. med. med speciale i sundhedspsykologi. Han har kandidateksamen i psykologi, og en bachelorgrad i statskundskab, samt en medicinsk doktorgrad. Han har desuden bl.a. været Visiting Associate Professor ved Harvard Medical School i Boston, gæsteforsker ved Memorial Sloan Kettering Cancer Center, New York, USA og forskningsprofessor ved Århus Universitetshospital.
Han er ansat som professor ved Onkologisk Afdeling, Århus Sygehus og Psykologisk Institut, Aarhus Universitet. Han er leder af Psykoonkologisk Forskningsenhed, hvis hovedopgave er at gennemføre forskning i psykologiske og sociale aspekter ved kræft.
Udover psykosocial kræftforskning er Bobby Zachariaes vigtigste forskningsmæssige interesser: psykoneuroimmunologi, smerteforskning, stressforskning, hypnose, visualisering og kommunikation.
Bobby Zachariae er en af Danmarks førende eksperter indenfor sundhedspsykologi. Han forsker i sammenhængen mellem krop og psyke og vores evne til mentalt at påvirke sygdom, sundhed og livskvalitet. Han er forfatter til en lang række bøger og CD-udgivelser om stress og har med sine cd’er i serien, Visualisering og livskvalitet, medvirket til, at mange mennesker på en nem måde har kunnet påvirke deres eget velbefindende. Han har udgivet flere bøger bl.a. Trivsel og håndtering af stress, som er en praktisk håndbog både til ledere, medarbejdere og pårørende.

## Hæder
- 1992: Henry Guze Award for den bedste forskningsopgave om hypnose fra The Society for Clinical and Experimental Hypnosis
- 2002: Æresmedlem af Dansk Selskab for Hypnose.
- 2006: Nomineret til Videnskabsministeriets Forskningskommunikationspris 2006

## Eksterne links
- Hjemmeside